# Sony Alpha DSLR-A230
Sony Alpha DSLR-A230 — цифровой зеркальный фотоаппарат разработанный компанией Sony. Камера относится к начальному уровню и заменила снятую с производства А200. А230 рассчитана на более массового покупателя, чем А200 и призвана привлечь продвинутых фотолюбителей в нишу цифрозеркальных фотоаппаратов. В связи с чем были урезаны некоторые функции, упрощено управление камерой, дизайн был сделан более привлекательным. Поэтому она фактически не является дальнейшим развитием А200 с точки зрения функциональности или характеристик. А230 была анонсирована 18 мая 2009 года, продажи начнутся в июне.

## Основные отличия от А200
- Камера стала меньше и легче, вес изменился с 532 до 450 граммов
- Переработана система меню для облегчения съемки для начинающих пользователей
- Стало меньше органов управления, например исчезли переключатель «Super Steady Shot», управление которым переместилось в меню, и кнопка «AEL», то есть теперь нельзя осуществлять блокировку автоэкспозиции
- Используется новый тип карт памяти (SD или MS — выбирается механическим переключателем) вместо прежнего CF
- Ёмкость аккумулятора уменьшилась почти в два раза, с NP-FM500H (1650 мА/ч) на NP-FH50 (900 мА/ч), поэтому на одной зарядке А230 может снять в полтора раза меньше кадров, чем А200.
- Новый видеовыход HDMI
- Уменьшилось ведущее число вспышки с 12 на 10
- Уменьшилась скорость съёмки с 3 до 2.5 кадров в секунду